# Музей «Шахтарська слава»
Музей "Шахтарська слава"

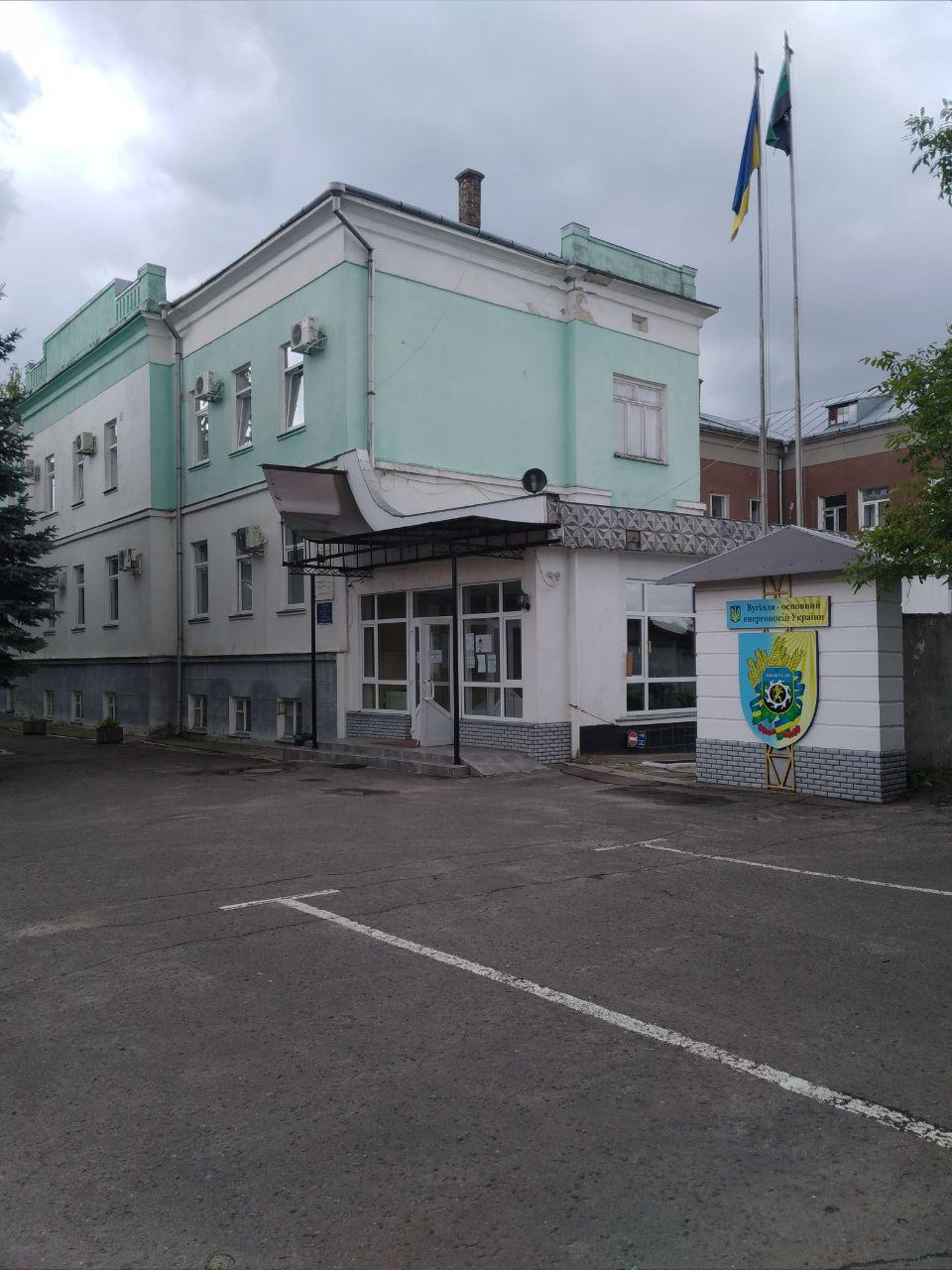
Музей "Шахтарської слави" вхід

Відкриття музейних кімнат шахтарської слави ДП «Львіввугілля» відбулося у серпні 2000 року, на День шахтаря. Ця подія стала для гірників Галичини справжнім святом, перш за все тому, що експонати збирали по крихтам. 
Багато експонатів передали самі шахтарі-ветерани. 
Кожен експонат має свою історію, пов'язану з вугіллям — чи то святковий мундир Героя праці Анатолія Акімова, чи шахтарські каски, ліхтарі, або світлини, які збагатили скарбницю шахтарського літопису.
До уваги відвідувачів й постійні експозиції:  виставка картин  місцевих художників, на  яких відображені  знані шахтарі Львівщини, міні-експонати механізованої техніки, спеціальна гірнича література тощо. У експозиції також картини харківського художника Романа Мініна,  львівського митця Ореста Скопа, червоноградських творців різних років. У колекції - картини у різних стилях:  від соцреалізму і графіки до експресіонізму та кубізму. 
Детально розповідається про кожну шахту, досягнення колективу, видатних гірників. Є експозиції, присвячені профспілковому руху та спортивним успіхам шахтарів. Чимало гірників  боронили східні кордони України, починаючи з 2014 року та захищають рідну землю і нині. Цьому присвячено окрему експозицію.
Відвідувачі - це насамперед гості виробничого об'єднання, делегації високопосадовців, науковців, інвесторів, а також мешканці Червонограда та Сокаля, сіл Червоноградського району, учні шкіл, студенти гірничих коледжів та ліцею. Базу наявного архіву студенти використовують для написання рефератів та дипломів.
Не оминали шахтарську скарбницю й різні делегації, скажімо, гірники з Польщі, Угорщини, представники Міжнародної організації праці. Колишні шахтарі з чималим гірничим стажем, з трепетом обходять експонати, знайомляться з оновленими стендами. Їх цікавить буквально все, що стосується шахт ДП "Львіввугілля".  

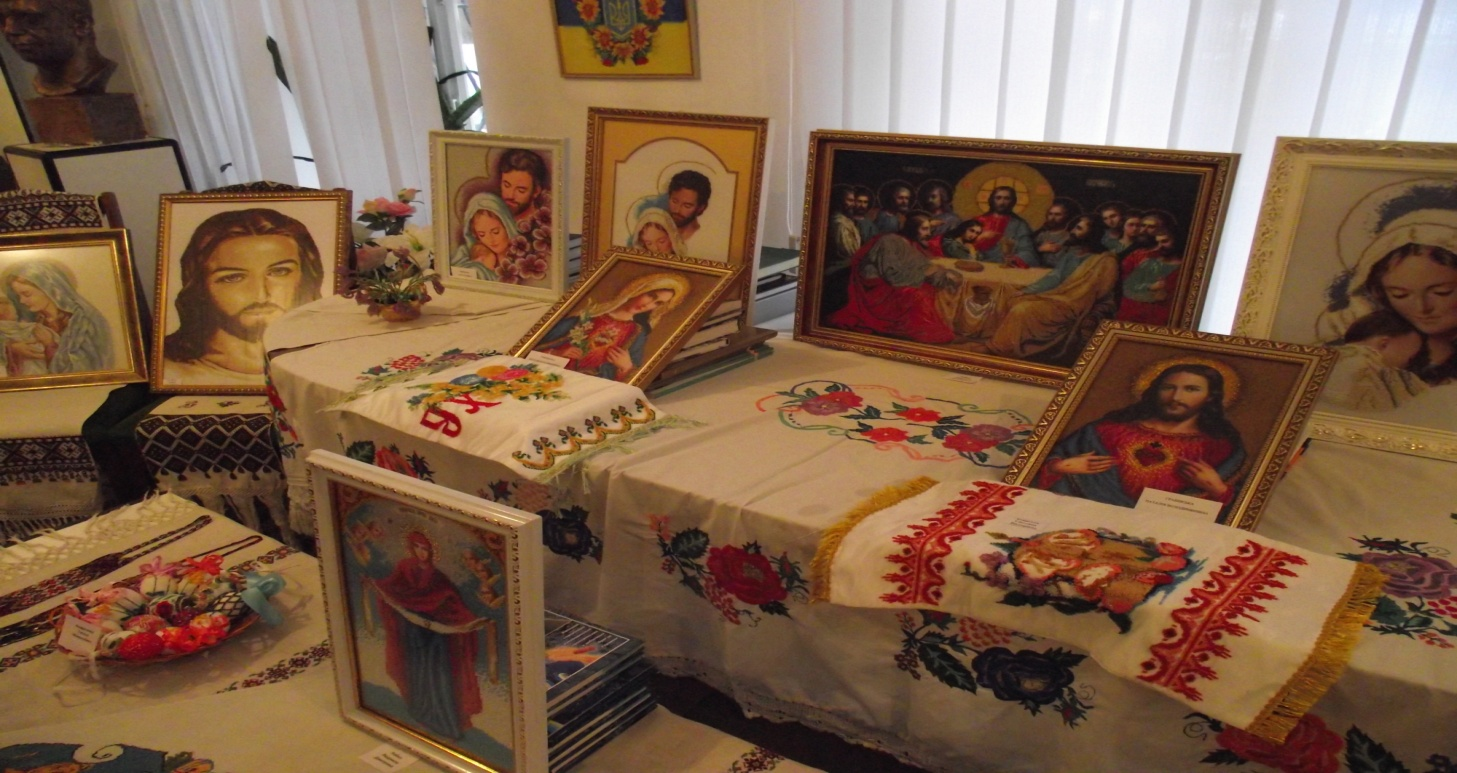
Музей «Шахтарської слави» виставка

Однак не вугіллям єдиним живе музей. Тут відбуваються різноманітні тематичні виставки картин, виробів чорної кераміки. Можна милуватися й картинами колишнього шахтаря, а нині заслуженого художника України Ярослава Гладкого. А нещодавно виставлялися вишиванки та картини, вишиті бісером на різну тематику — від релігійних образів до державної та патріотичної символіки. Авторки робіт довели, що вишиванка — це справді наше, українське. Вишиті сорочки — це гарно і завжди на часі.
За роки існування музею виставкові зали відвідало понад дванадцять тисяч бажаючих. Всі екскурсії — цікаві та змістовні, адже експонати направду унікальні. 

## Див.також
- Львіввугілля
- Вугільна промисловість України